# Alexander Zick

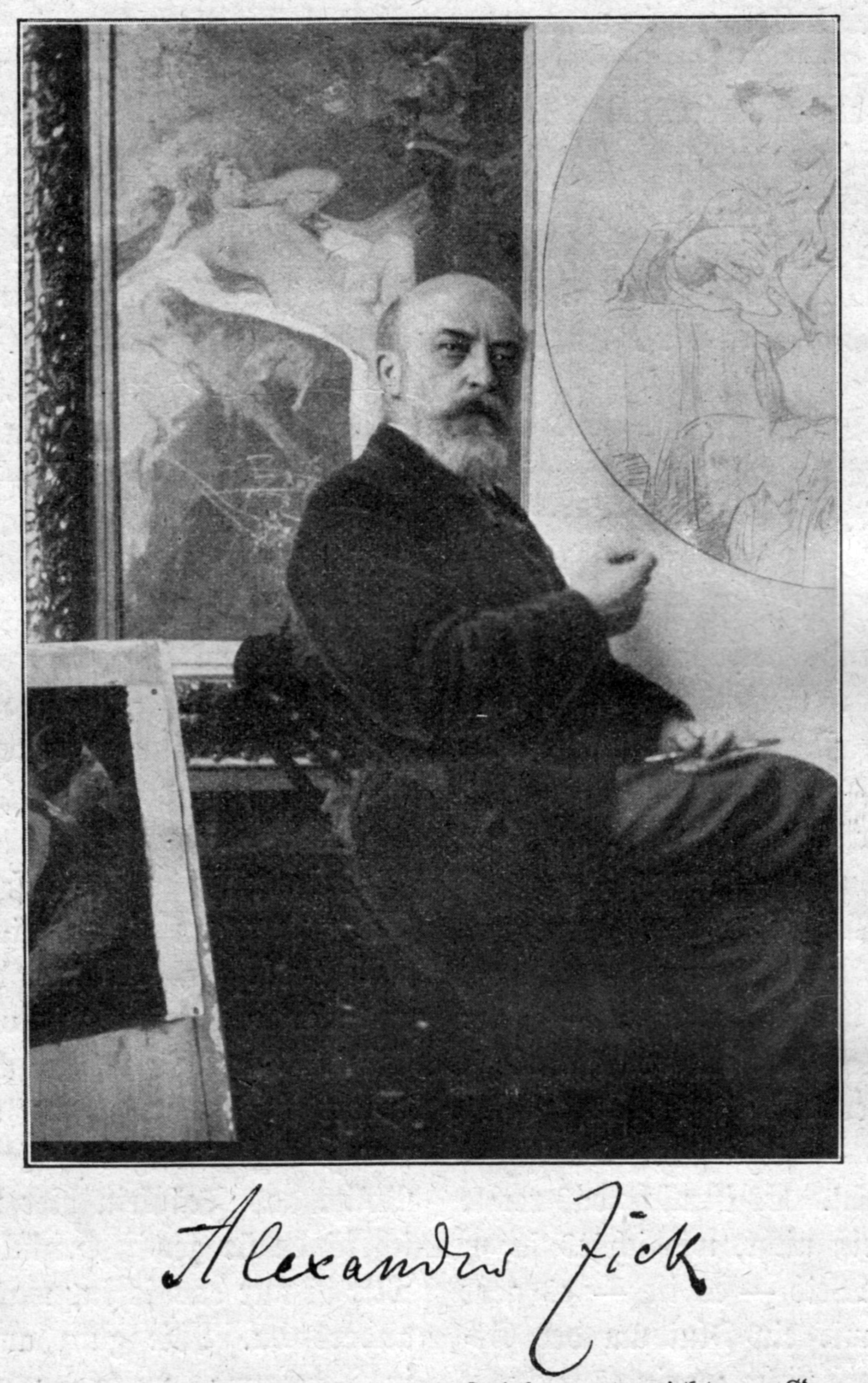
Alexander Zick

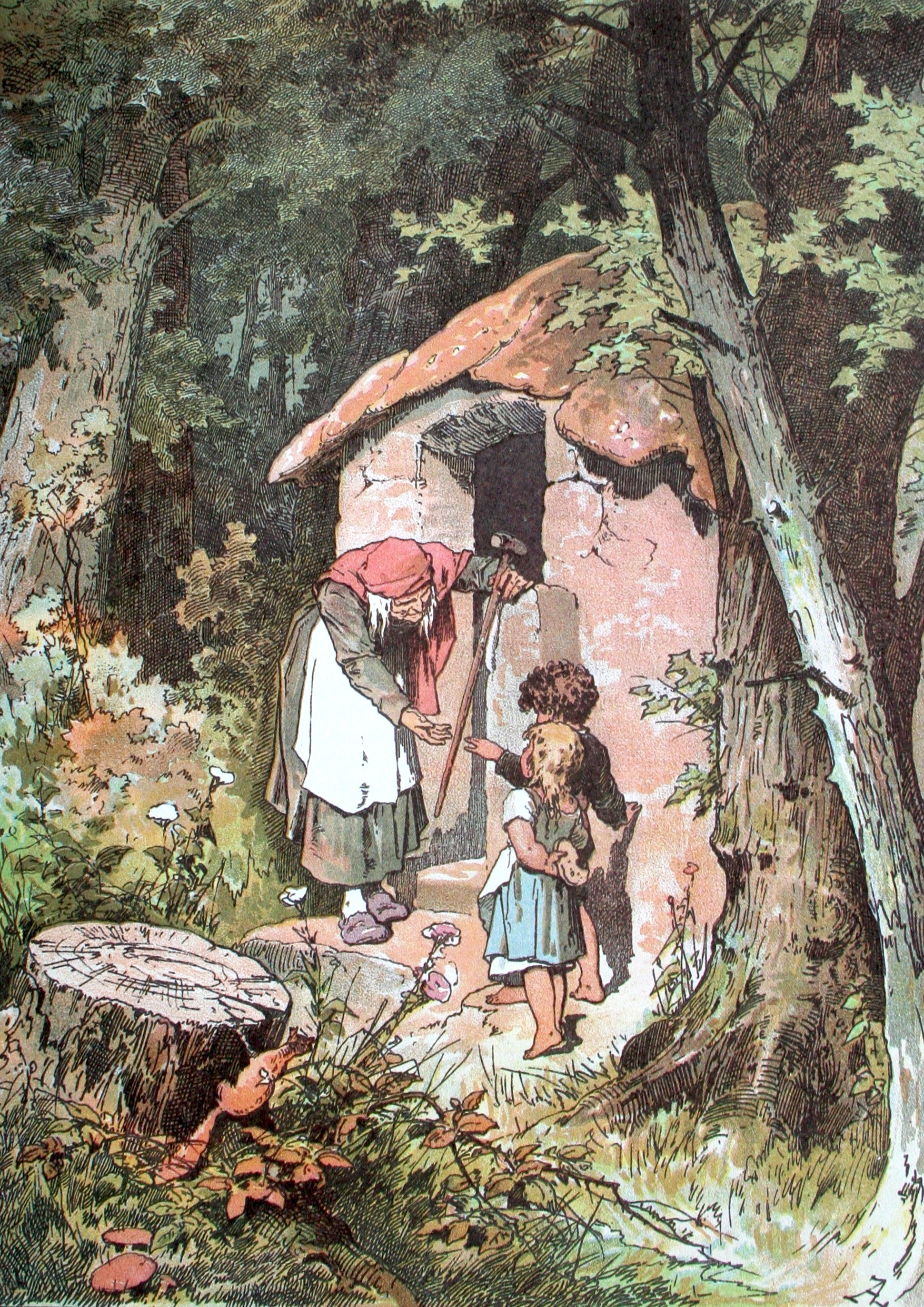
Illustration zu Hänsel und Gretel

Alexander Zick (* 20. Dezember 1845 in Koblenz; † 10. November 1907 in Berlin) war ein deutscher Historien-, Porträt- und Genremaler sowie Illustrator.

## Leben
Alexander Zick, Sohn des Malers Gustav Zick, Enkel des Malers Konrad Zick und Urenkel des Malers Januarius Zick, studierte nach 1862 an der Königlich-Preußischen Kunstakademie in Düsseldorf zunächst Bildhauerei bei August Wittig. Später wechselte er zum Fach Malerei und wurde Schüler bei Eduard Bendemann. Anschließend ging Zick zunächst nach Koblenz, bevor er ab spätestens 1864 nach Paris übersiedelte. Dort wurde er im Atelier von Alexandre Cabanel ausgebildet. Ab etwa 1870 war Zick dann in Düsseldorf ansässig.
Durch Bekanntschaft mit Ludwig Knaus ging Zick 1880 nach Berlin. Wenngleich auch weiterhin als Genre- und Historienmaler aktiv, war er bald überwiegend als Illustrator bekannt. Er fertigte Zeichnungen unter anderem für Märchen, für Familien- und Jugendzeitschriften wie etwa Die Gartenlaube, aber auch für allgemeine Literatur wie etwa für eine Ausgabe von Goethes Faust.

## Werke (Auswahl)
- mit seinem Vater Gustav Zick: in Ölfarben auf gehärteten Putz gemaltes Bild „Der Sturm auf dem Meere“ im Chorraum von St. Nikolaus in Koblenz-Arenberg.[1]

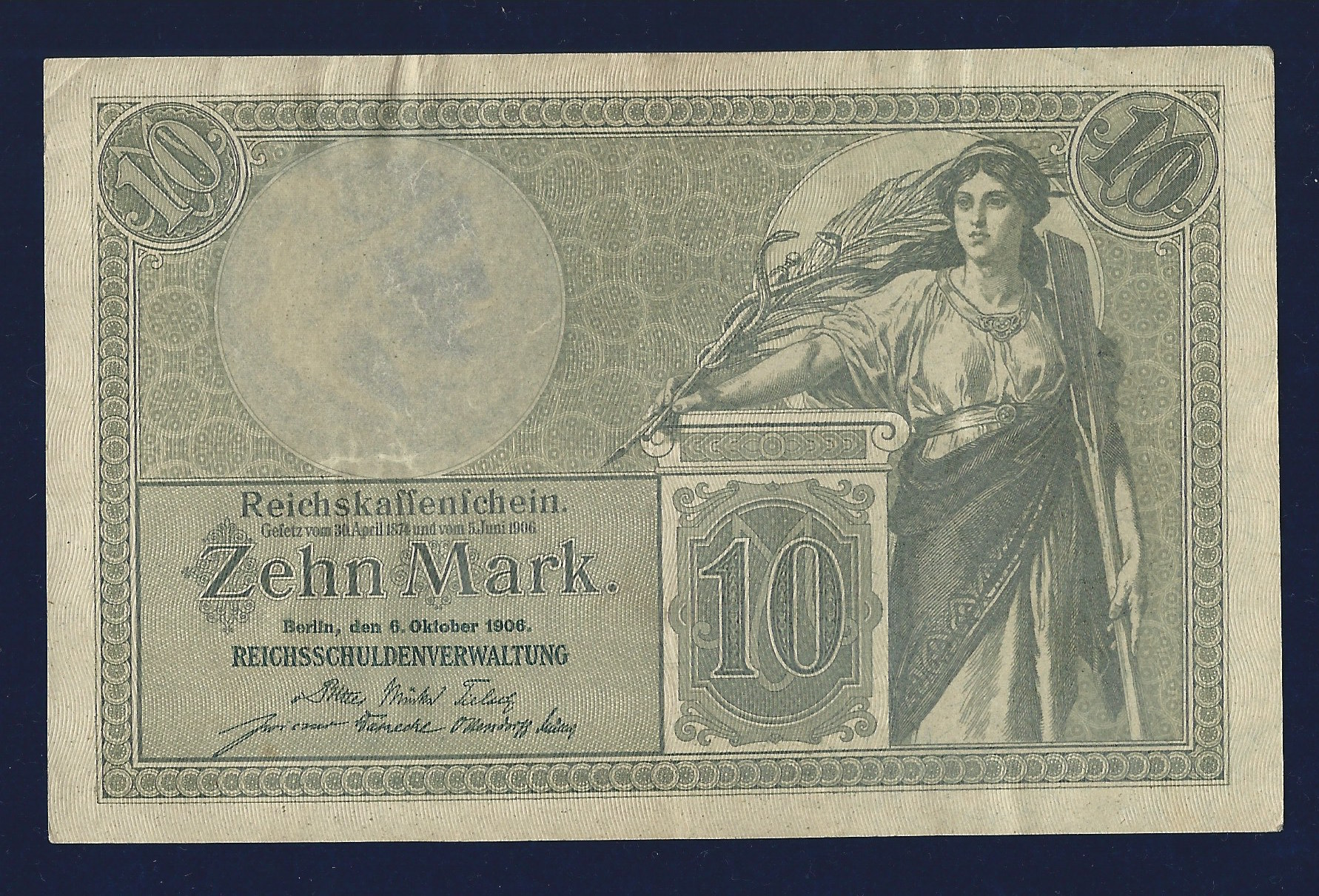
Zehn Mark 1906, Vorderseite, entworfen von Alexander Zick.

## Numismatisches Schaffen

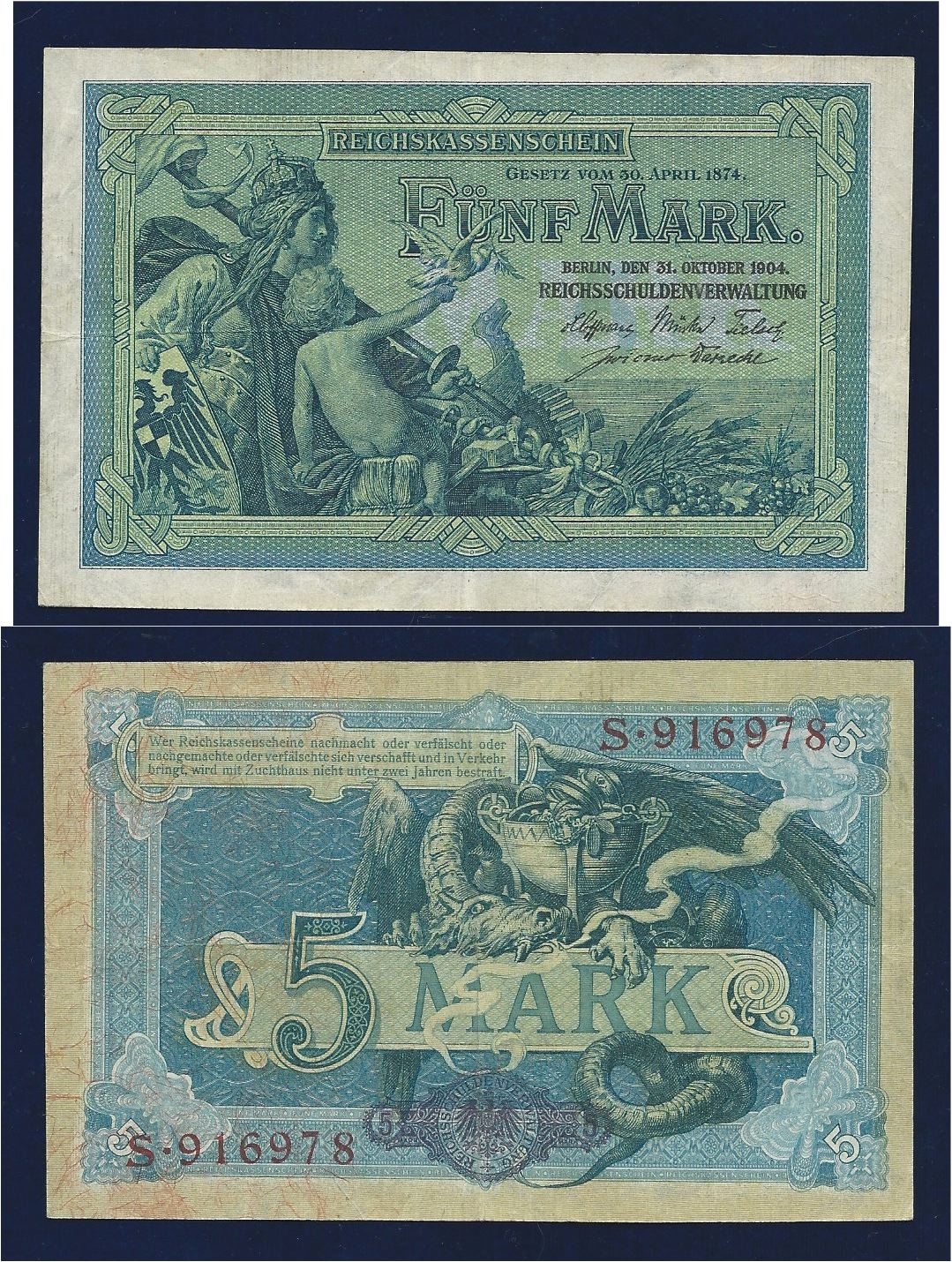
Fünf-Mark-Reichskassenschein 1904, entworfen von Alexander Zick

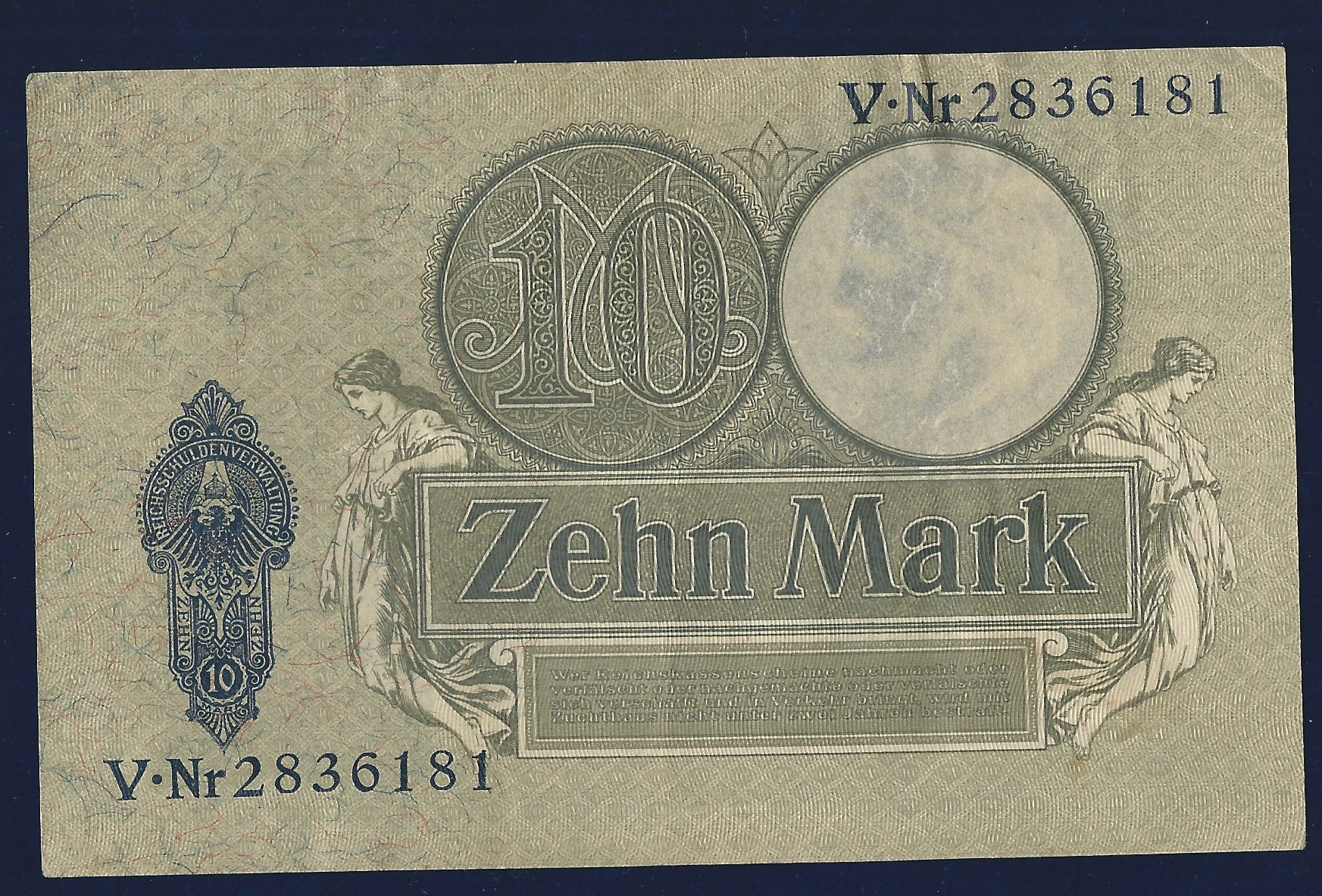
Zehn Mark 1906, Rückseite, entworfen von Alexander Zick

Gegen Ende seines Lebens war Alexander Zick der Entwerfer von zwei deutschen Banknoten, dem Fünf-Mark-Reichskassenschein 1904 und dem Zehn-Mark-Reichskassenschein 1906.